# Bibliothèque des ducs de Bourgogne

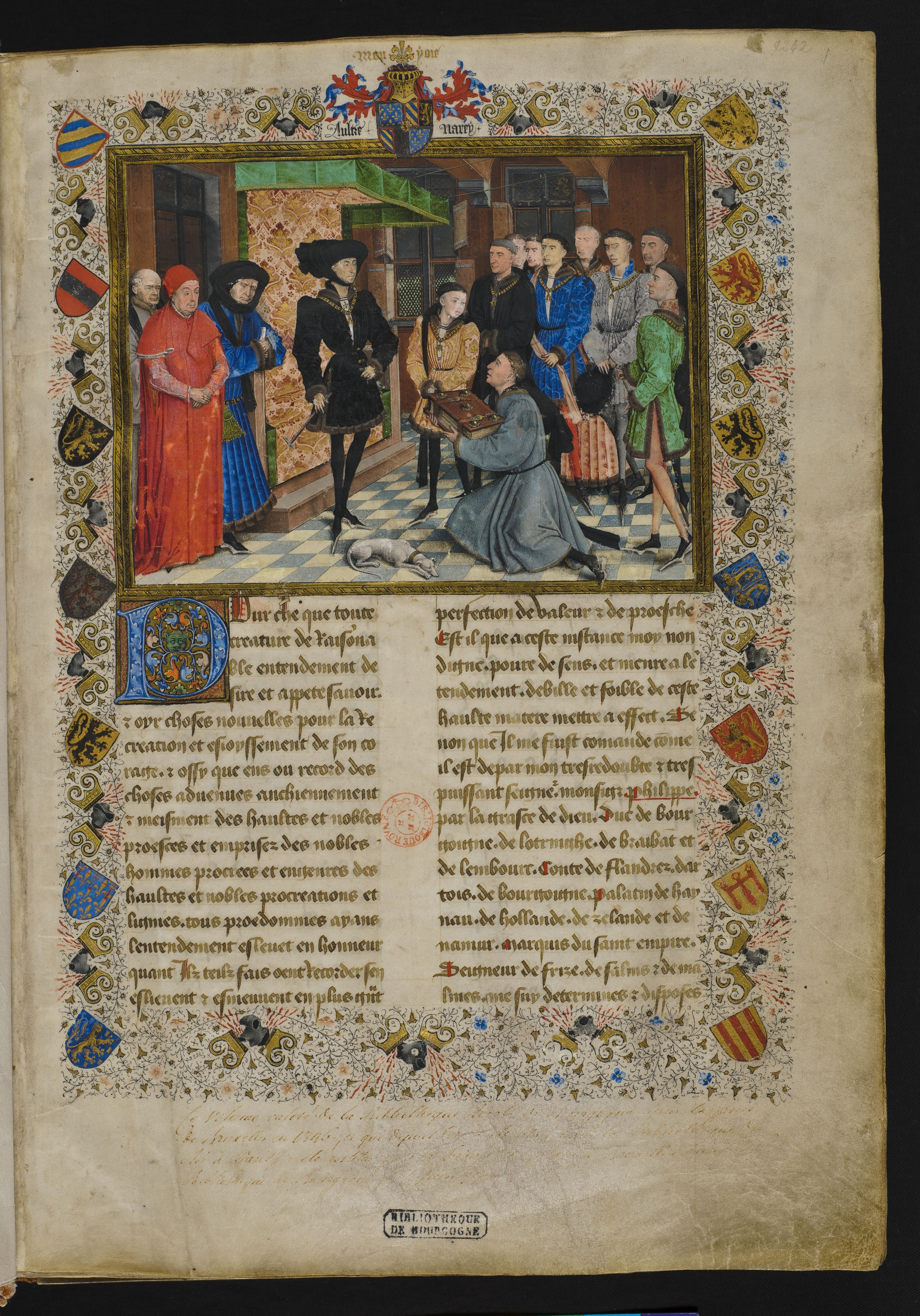
Jean Wauquelin présente à Philippe le Bon les Chroniques de Hainaut. Frontispice par Rogier van der Weyden

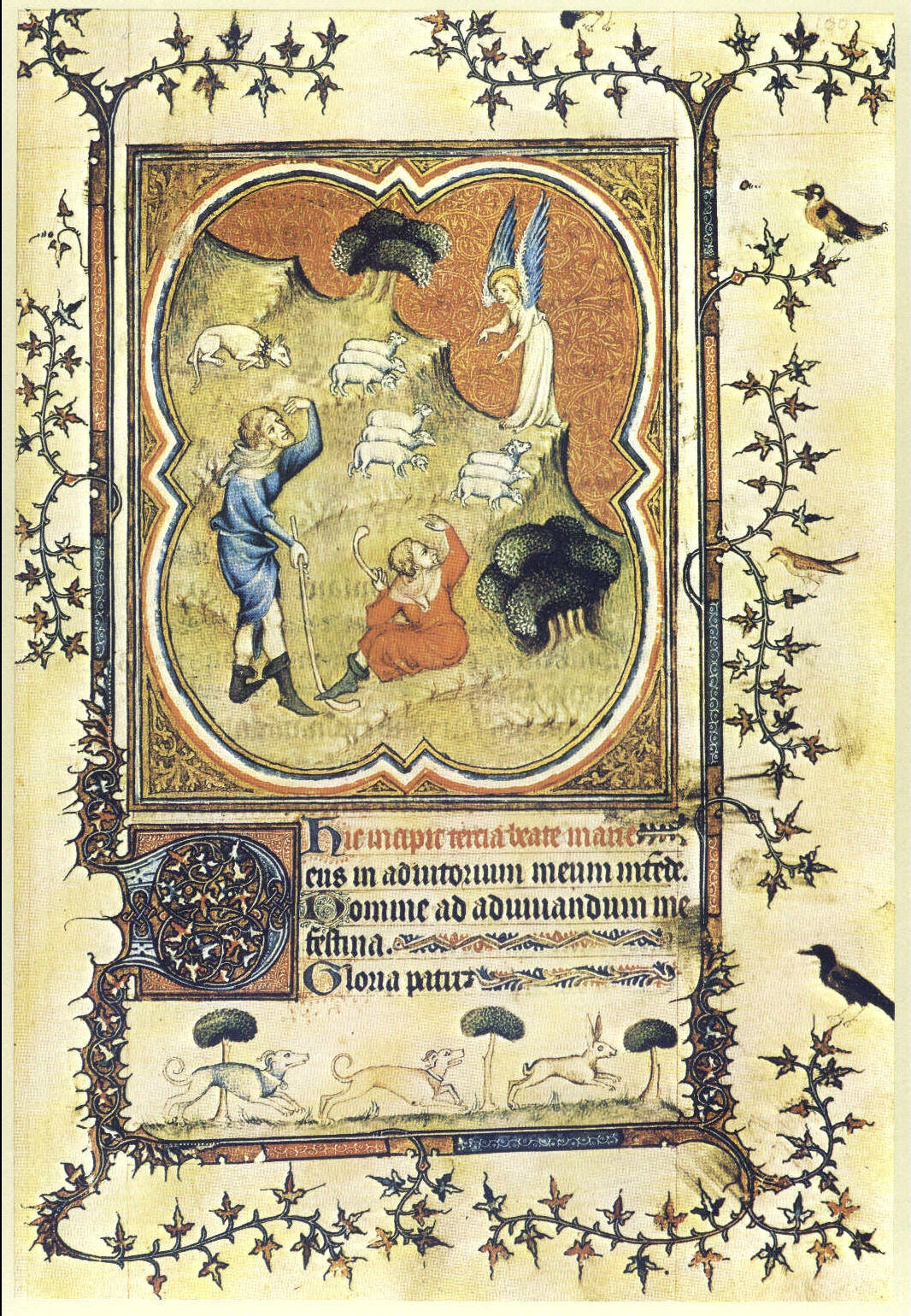
L'annonce aux bergers. Grandes Heures de Philippe le Hardi (1370)

La Bibliothèque des ducs de Bourgogne a été constituée  sous Philippe II de Bourgogne (1342-1404) et agrandie par ses héritiers. Elle a servi de noyau à la Bibliothèque royale créée en 1559 par Philippe II d'Espagne et qui est devenue l'actuelle Bibliothèque royale de Belgique (KBR). 
À la mort de Philippe le Bon en 1467, cette bibliothèque comptait 900 volumes, ce qui en faisait la plus grande collection de livres dans les Pays-Bas bourguignons, rivalisant avec les bibliothèques de Charles VI en France, de Matthias Corvin en Hongrie, de Côme de Médicis à Florence et la bibliothèque vaticane à Rome. 
Aujourd'hui, quelque 270 codex de cette bibliothèque sont exposés à l’intérieur du KBR museum, tandis que 120 autres sont dispersés dans diverses collections européennes. 
Bon nombre de ces manuscrits sont dus à des copistes illustres tels Jean Miélot, Jean Wauquelin et David Aubert. Certains ont été enluminés par  Jan van Eyck ou Rogier van der Weyden, ainsi que par des miniaturistes de renom tels Willem Vrelant, Loyset Liédet, Jean Tavernier, Philippe de Mazerolles, Simon Marmion et Liévin van Lathem. 
Les ouvrages les plus anciens de la collection datent du XIIIe siècle et les plus récents de 1492.

## Histoire

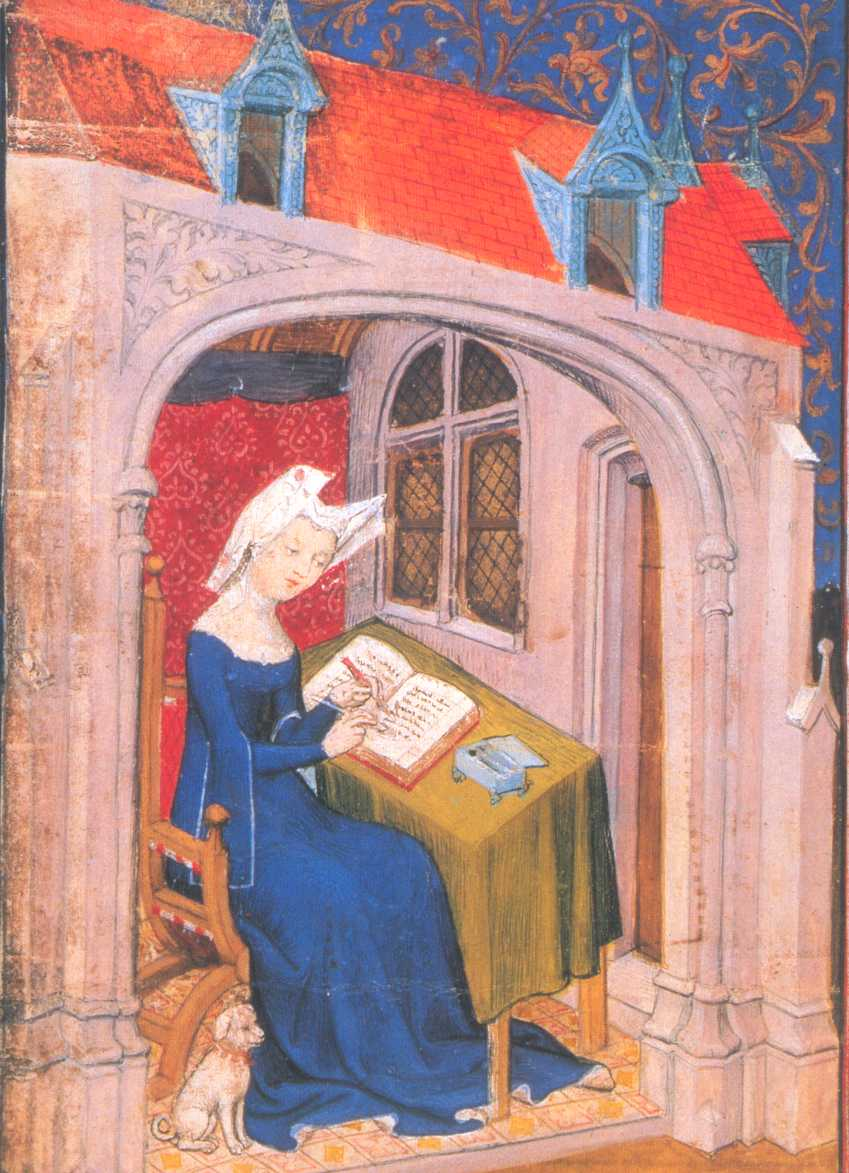
Christine de Pisan écrivant dans sa chambre (1407). La collection des ducs contient plusieurs de ses livres.

### Mise en place
Philippe le Hardi, fils de Jean II de France, était, comme son père et ses frères Charles V de France et Jean de Berry, un bibliophile passionné qui collectionnait des ouvrages en tous genres. Charles V (1338-1380) avait fondé la ‘’Librairie du roi’’ dans une tour du Louvre, comptant plus d'un millier de manuscrits. 
Philippe le Hardi achète des copies de beaux manuscrits ainsi que des traductions du grec ou du latin — principalement d’ouvrages scientifiques, historiques, philosophiques, astrologiques et religieux. Il commande même des ouvrages, comme ses Grandes Heures (1370), ainsi que Le Livre des fais et bonnes meurs du sage Roy Charles V (1404) par Christine de Pisan, qui lui avait adressé une longue dédicace au début de son Épître d'Othéa écrite en 1401. Celle-ci lui offre aussi le Livre de la mutacion de Fortune en janvier 1404, en guise d’étrennes, puis le Livre du chemin de long estude ainsi que L’Avision Christine.
Philippe le Hardi est le premier protecteur des frères de Limbourg à qui il commande une bible moralisée, restée inachevée. L’inventaire compilé après sa mort en 1404 et celui de sa femme Marguerite III de Flandre en 1405 contiennent respectivement 70 et 135 volumes. Il est certes tout à fait possible que certains des volumes de l'inventaire de 1404 aient été repris dans celui de 1405. Selon des recherches récentes, les bibliothèques de Philippe le Hardi et de Marguerite de Male contenaient respectivement 88 et 147 ouvrages. On peut donc dire qu'une partie importante de cette bibliothèque provenait de la collection des comtes de Flandre, dont Marguerite était la dernière héritière. 

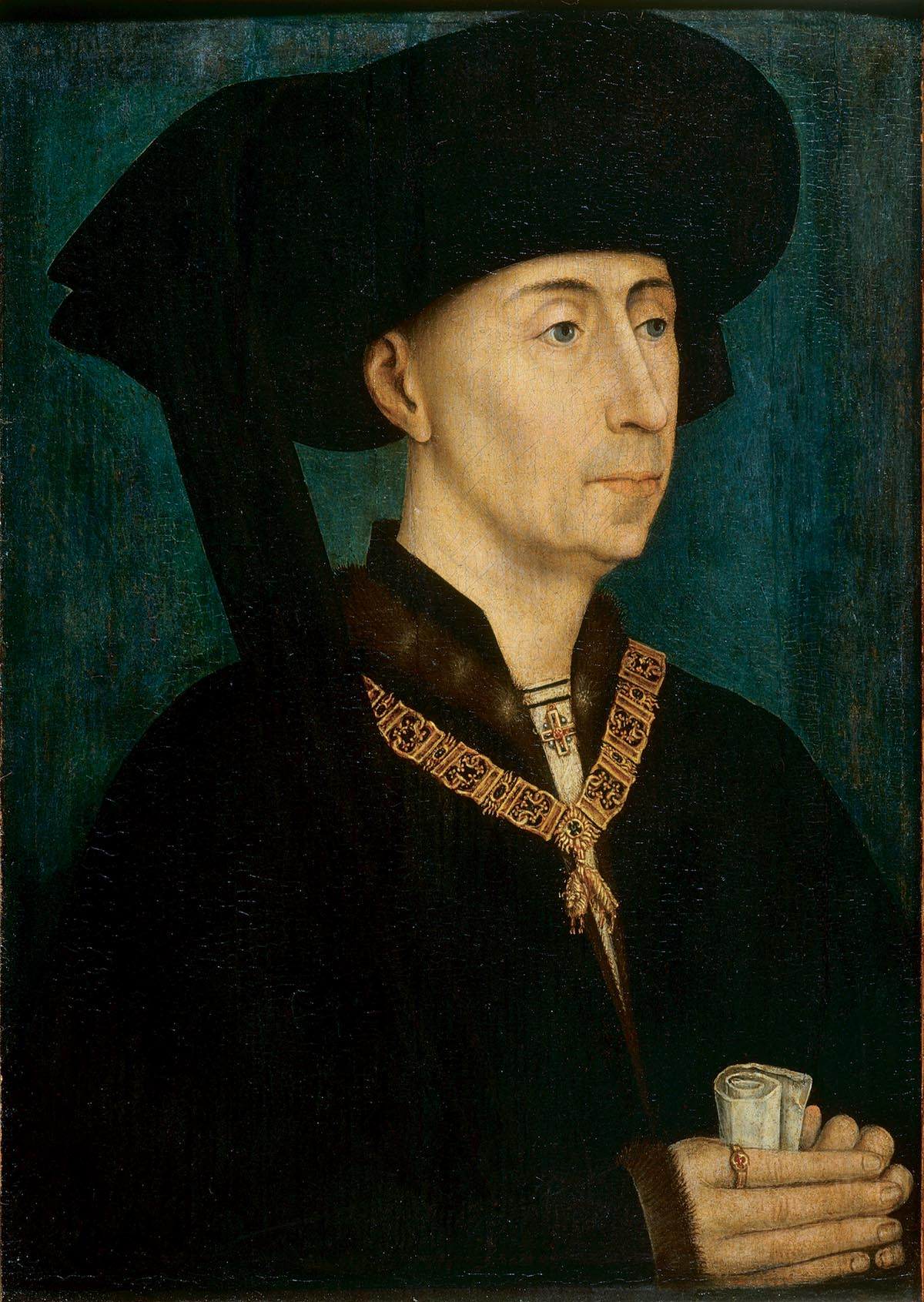
Philippe le Bon par Rogier van der Weyden (vers 1450)

Jean sans Peur (1371-1419) a été moins actif dans l'expansion de la collection de manuscrits héritée de ses parents. Il se procure toutefois une édition richement enluminée de La Cité des dames de Christine de Pizan. À sa mort en 1419, la bibliothèque contenait environ 250 volumes (dont 43 sont actuellement connus). A la mort de sa femme Marguerite de Bavière en 1424, une trentaine de manuscrits furent inventoriés, mais parmi ceux-ci, une dizaine probablement avaient été empruntés à la bibliothèque de son mari.
L'expansion la plus importante de la bibliothèque a lieu sous le règne de Philippe le Bon (1396-1467), « Grand duc d'Occident », l'un des princes les plus riches et les plus puissants de son temps. Au début de son règne, dans les années 1420 et 1430, après avoir consacré beaucoup de temps au développement et à la consolidation de ses territoires, il séjourne très fréquemment dans le sud des Pays-Bas durant la période 1430-1460. C'est surtout après 1445 que Philippe consacre beaucoup d'attention au développement de sa bibliothèque. 
Après sa mort en 1467, l'inventaire des manuscrits en sa possession comptait 867 titres. Selon Wijsman, il y avait en fait 879 ouvrages dans l'inventaire de 1467; environ 400 ont été identifiés aujourd'hui, dont 270 (63%) se trouvent à la Bibliothèque royale de Belgique et une centaine (25%) à la Bibliothèque nationale de France.
Charles le Téméraire (1433-1477) agrandira également la bibliothèque. Il fit traduire, entre autres, un certain nombre d'ouvrages antiques du latin vers le français et il s'assura que les codex restés inachevés à la mort de son père soient achevés et reliés. A sa mort en 1477, environ 950 livres ont été inventoriés.

### Dispersion

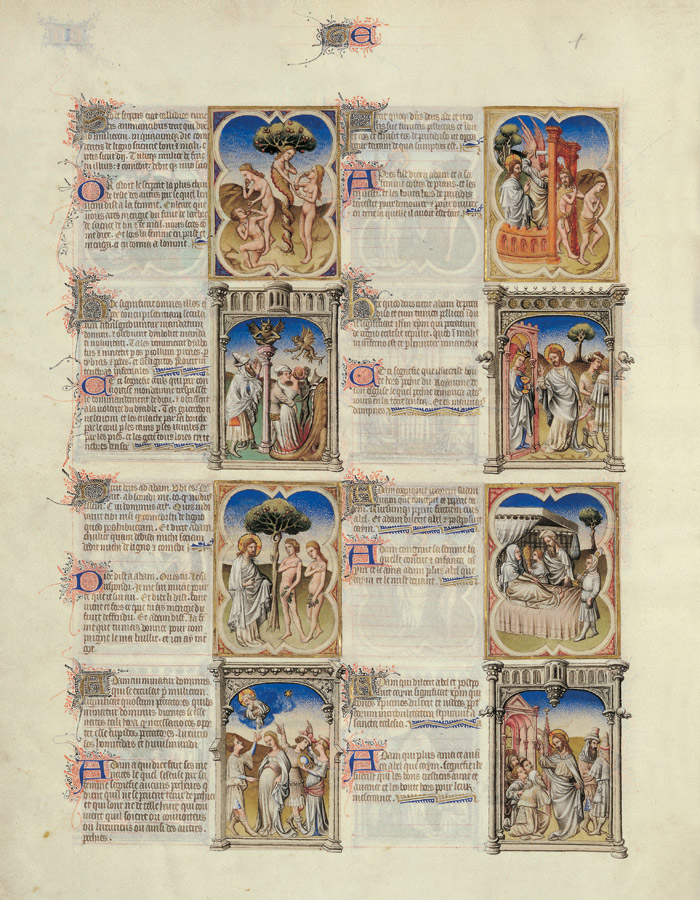
Bible moralisée de Philippe le Hardi par les frères de Limbourg

Après avoir été léguée à sa fille Marie de Bourgogne puis à son petit-fils Philippe Ier le Beau, la collection passe entre les mains de Marguerite d'Autriche puis de Marie de Hongrie (1505-1558), sœur de Charles Quint. Lorsqu'elle meurt en 1558, la bibliothèque devient la propriété de Philippe II d'Espagne, qui décide, en 1559, de placer tous les livres en sa possession dans le palais du Coudenberg à Bruxelles. En 1731, ce palais est détruit par un incendie, mais la plupart des manuscrits ont pu être sauvés et ils sont logés dans la « Domus Isabellae », maison de la guilde des arbalétriers construite en 1625 dans l'actuelle rue Baron Horta. 
Pendant l'occupation française de 1746, 180 manuscrits de la Bibliothèque de Bourgogne ont été volés sur ordre de Louis XV et transférés à Paris, où ils ont été conservés à la Bibliothèque du Roi. Soixante-dix d'entre eux ont été rendus à Bruxelles par le comte Charles de Cobenzl en 1770.
Cette bibliothèque royale, qui était alors une propriété privée, ne sera ouverte au public qu'en 1772 par Marie-Thérèse d'Autriche (1717-1780).
En 1794, pendant la Révolution française, des commissaires du gouvernement français se livrent à un second pillage de la bibliothèque. Après la défaite de Napoléon en 1815, les œuvres ont été rendues à la bibliothèque de Bruxelles par décision du Congrès de Vienne, mais plusieurs dizaines de livres sont restés à Paris. 

## Inventaires
Les inventaires qui ont eu lieu habituellement à la mort des ducs ont déjà été mentionnés. Nous en fournissons un tableau ci-dessous. Lorsqu'on parle de bibliothèque, on suppose généralement que cela fait référence à une collection qui se trouvait dans un endroit précis. Cela n'a jamais été le cas avec la bibliothèque des ducs de Bourgogne, car les livres servaient à la fois à l'éducation des jeunes membres de la famille et à la lecture des ducs et de leurs épouses. Il est arrivé souvent qu'un certain nombre de livres soient emportés lors du déménagement de la Cour Ducale, comme ce fut le cas des 93 manuscrits qui se trouvaient à Dijon après la mort de Charles le Téméraire à Nancy et les 22 manuscrits particulièrement beaux et richement décorés de l'inventaire de 1485 à Gand, qui semblent avoir été sélectionnés par Marie de Bourgogne pour l'éducation de son fils Philippe le Beau.
| Année | Endroit   | Cause de l'inventaire              | Nombre de livres |
| ----- | --------- | ---------------------------------- | ---------------- |
| 1404  | Paris     | Décès de Philippe le Hardi         | 80               |
| 1405  | Arras     | Décès de Marguerite III de Flandre | 149              |
| 1420  | Dijon     | Décès de Jean sans Peur            | 252              |
| 1420  | Dijon     | Legs de Marguerite de Bavière      | 31               |
| 1469  | Bruges    | Décès de Philippe le Bon           | 878              |
| 1477  | Dijon     | Décès de Charles le Téméraire      | 93               |
| 1485  | Gand      | Pour Maximilien d'Autriche         | 22               |
| 1487  | Bruxelles | Pour Maximilien d'Autriche         | 546              |
| 1504  | Bruxelles | Pour Philippe le Beau              | 32               |

Lors de l'interprétation des chiffres de ces inventaires, il ne faut pas oublier que ces listes n'ont probablement jamais été complètes. Par exemple, d'après les fameuses Chroniques de Hainaut, commandées par Philippe le Bon et composées de trois volumes, on sait que seul le deuxième volume est inclus dans l'inventaire de 1469. Ce n'est que dans l'inventaire de 1504 que les trois volumes sont mentionnés.

## Contenu

### Langue du texte

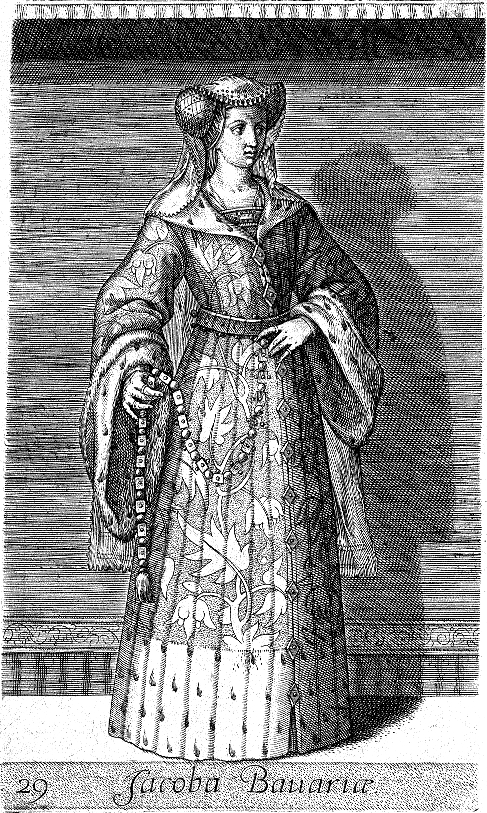
Jacqueline de Hainaut

Le contenu de la bibliothèque peut être abordé de différentes manières. Le premier d'entre eux est la classification par langue. La plupart des ouvrages de la bibliothèque étaient écrits en français, langue maternelle des ducs, et représentaient environ 80% du total, contre 15% pour celles en latin. Pour le reste, il y avait six manuscrits anglais, sept en haut allemand et, selon l'inventaire de 1467-1469, quinze en néerlandais. 
Les livres en néerlandais sont principalement des ouvrages religieux, tandis que les livres en anglais ne contiennent aucun ouvrage religieux. Les ouvrages en allemand sont également de genre religieux et moraliste. Wijsman pense que ces livres sont arrivés entre les mains de Philippe par les comtes hollandais et Jacqueline de Hainaut. Une autre possibilité est qu'elles proviennent de la bibliothèque d'Élisabeth de Goerlitz. On ne connaît pas l'origine des six manuscrits anglais. Ce sont probablement des cadeaux que Philippe a reçus, car les manuscrits étaient des cadeaux populaires au Moyen Âge. Les œuvres en néerlandais, comme celles en allemand, proviendraient principalement de la succession des comtes de Hainaut.

### Sujets traités
Selon Blockmans, 60 des ouvrages de la bibliothèque des ducs de Bourgogne maintenant conservés à la Bibliothèque royale de Bruxelles peuvent être considérés comme des œuvres commandées par Philippe le Bon lui-même. L'étude de ces ouvrages montre que Philippe le Bon avait une préférence pour les ouvrages religieux, moralistes et historiques, car 51 des 60 ouvrages commandés appartiennent à ce groupe. Des proportions similaires valent pour l'ensemble de la collection totale. Selon Blockmans, la répartition est la suivante : 
```
   41% œuvres religieuses
   17% œuvres morales (
miroirs des princes
 et autres codes de conduite)
   25% œuvres historiques
   10% œuvres théologiques et philosophiques
   8%  littérature
```

D'après une étude de Hanno Wijsman, sur un corpus de 3620 manuscrits illustrés produits dans les Pays-Bas bourguignons, 70% semblent être religieux, 10% historiques, 4% philosophiques et 3% littéraires. Wijsman n'utilise pas de catégorie comparable pour les traités de morale et de conduite.  Dans ce corpus, plus de 50% des ouvrages étaient des livres d'heures, livres que toute famille aisée pouvait se permettre de posséder, mais qui constituait très souvent le seul ouvrage de la « bibliothèque » du citoyen ordinaire. 
L'analyse du contenu de la bibliothèque, telle qu'elle se déduit des inventaires, montre qu'une rupture s'est produite au XVe siècle, principalement sous Philippe le Bon, mais déjà amorcée sous Jean sans Peur. Alors que sous le règne de Philippe le Hardi la bibliothèque était surtout composée d'ouvrages religieux, on constate une prédominance d'œuvres didactiques, historiques et littéraires à la fin du règne de Philippe le Bon.

## Objectif de la bibliothèque

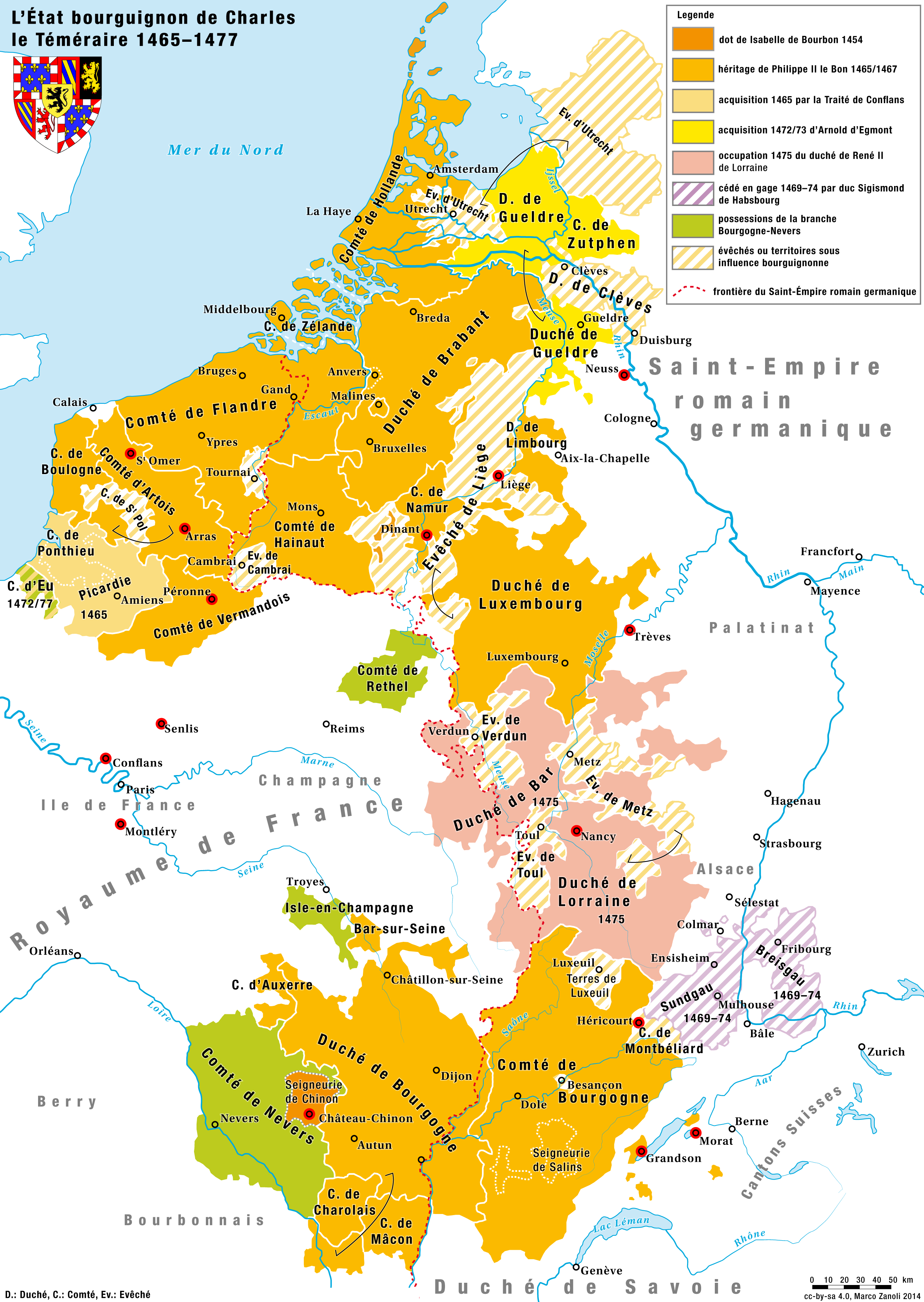
Les possessions bourguignonnes à leur apogée, sous Charles le Téméraire.

Philippe le Hardi était un prince français de la maison de Valois et, comme ses frères, un bibliophile convaincu. Il faut sans doute chercher le point de départ de sa collection de livres dans l'effort de constituer, comme ses frères, une importante collection de manuscrits précieux, comme cela était assez courant dans la haute noblesse de l'époque. 
Philippe le Bon, qui règne de 1419 à 1467, est principalement préoccupé par l'expansion de son empire au début de son règne. Mais il est aussi le premier duc bourguignon à s'éloigner de plus en plus de la famille royale française et à adopter une position indépendante, le meurtre de son père ayant probablement joué un rôle dans cette orientation. Philippe rêvait d'établir un royaume englobant les États bourguignons et les Pays-Bas, en retournant au royaume de la Francie médiane, né après la mort de Charlemagne. Sa bibliothèque est un moyen de soutenir ses prétentions à la royauté, car elle pouvait à juste titre être appelée royale et était plus grande que celle de la famille royale française qui avait été dispersée pendant la guerre de Cent Ans. Il collectionnait des chroniques des pays assemblés sous son règne afin de « jeter les fondations d'un passé commun, pour bâtir ensuite un présent et un avenir communs ». Les ouvrages historiographiques qu'il a commandés visaient aussi à justifier ses visées politiques en indiquant les origines de sa lignée et ses droits sur l'héritage des rois de France ou de Lorraine. Son fils Charles le Téméraire mourra en tentant de réaliser une partie de ce rêve, lors de la guerre pour la possession de l'Alsace-Lorraine.

## Sources
- (en) Wim Blockmans, Manuscript Acquisition by the Burgundian Court and the Market for Books in the Fifteenth-Century Netherlands (lire en ligne)
- (en) Bernard Bousmanne et Elena Savini, The Library of the Dukes of Burgundy, Turnhout, Brepols, 2020 (Présentation)
- Bernard Bousmanne, Tania Van Hemelryck et Céline Van Hoorebeeck, La Librairie des ducs de Bourgogne. Manuscrits conservés à la Bibliothèque royale de Belgique (4 volumes), vol. 4, Turnhout, KBR-Brepols, 2001-2009. (Compte rendu)
- Georges Dogaer et Marguerite Debae, La librairie de Philippe le Bon : Exposition organisée à l'occasion du 500e anniversaire de la mort du duc, Bibliothèque royale de Belgique, 1967
- Georges Doutrepont, La Littérature française à la cour des ducs de Bourgogne, Paris, Honoré Champion, 1909 (lire en ligne).
- Hanno Wijsman, « Bibliothèques princières entre Moyen Âge et Humanisme », dans Les bibliothèques princières et la genèse de l’état moderne, Budapest, 2009 (lire en ligne)
- (nl) Hanno Wijsman, « Las Filips de Goede weleens Nederlands? ‘Kleine talen’ in de Bourgondische Librije, in Bourgondië voorbij, De Nederlanden 1250-1650 » », dans Mario Damen et Louis Sicking, Liber alumnorum Wim Blockmans, Hilversum, Verloren, 2010 (lire en ligne), p. 72-76
- (en) Hanno Wijsman, Luxury bound. Illustrated Manuscript Production and Noble and Princely Book Ownership in the Burgundian Netherlands (1400-1500), Turnhout, Brepols, 2010 (lire en ligne)